# یک پیامبر
یک پیامبر (به فرانسوی: Un prophète) نام یک فیلم درام جنایی محصول سال ۲۰۰۹ کشور فرانسه است. کارگردانی این فیلم بر عهده ژاک اودیار بوده‌است و طاهر رحیم و نیلس آرستراپ از بازیگران فیلم هستند.
این فیلم جوایز متعددی را در سال‌های ۲۰۰۹ و ۲۰۱۰ میلادی برنده شده‌است. فیلم به دلیل صحبت‌های ناپسند، خشونت و بعضی صحنه‌های سکسی درجه سنی R گرفته‌است که این فیلم را برای افراد زیر ۱۸ سال محدود می‌کند.

## داستان
شخصیت اصلی فیلم یک پیامبر، عرب جوانی به نام مالک است که به زندانی در فرانسه منتقل می‌شود و در آنجا وارد یک باند مافیایی می‌شود و در آنجا به قدرت می‌رسد...

## بازیگران
- طاهر رحیم: مالک ال جبنا
- نیلس آرستراپ: سزار لوچیانی
- عادل بن شریف: ریاد
- ژیل کوئن: پراف

## افتخارات

### جوایز
| جایزه                                  | نتیجه | مغلوب شد به |
| -------------------------------------- | ----- | ----------- |
| جایزه نخل طلای کن ۲۰۰۹                 | نامزد | روبان سفید  |
| جایزه گلدن گلوب بهترین فیلم خارجی زبان | نامزد | روبان سفید  |
| جایزه بفتای بهترین فیلم خارجی زبان     | برنده | -           |
| جایزه اسکار بهترین فیلم خارجی زبان     | نامزد | راز چشم‌هایش |
| جایزه سزار بهترین فیلم فرانسوی         | برنده | -           |

### منتقدین
یک پیامبر فیلمی بود که در میان منتقدین بسیار محبوب شد. راجر ایبرت، منتقد شیکاگو سان تایمز به این فیلم از چهار ستاره، چهار ستاره داد و آن را قابل احترام‌ترین فیلم فرانسوی معرفی کرد.
همچنین این فیلم در وبسایت بانک اطلاعاتی فیلم ها از ۱۰ نمره ۸٫۱ کسب کرد، در وبسایت متاکریتیک منتقدین به فیلم ۸۹٪ دادند و در وبسایت گوجه فرنگی‌های گندیده از ۱۰۱ کاربر ۹۷٪ از ۱۰۰ درصد کسب کرده‌است. یک پیامبر در نظرسنجی معتبر سالیانهٔ نشریه سایت اند ساوند به عنوان بهترین فیلم سال ۲۰۰۹ سینمای جهان برگزیده شد.